# Karel Frederik van Saksen-Meiningen
Karel Frederik van Saksen-Meiningen (Meiningen, 18 juli 1712 - aldaar, 28 maart 1743) was van 1729 tot aan zijn dood hertog van Saksen-Meiningen. Hij behoorde tot de Ernestijnse linie van het huis Wettin.

## Levensloop
Karel Frederik was de vierde en jongste zoon van hertog Ernst Lodewijk I van Saksen-Meiningen en diens eerste echtgenote Dorothea Maria, dochter van hertog Frederik I van Saksen-Gotha-Altenburg. In 1729 volgde hij zijn oudere broer Ernst Lodewijk II op als hertog van Saksen-Meiningen.
Zijn vader had het eerstgeboorterecht doorgevoerd in Saksen-Meiningen en zijn broer Frederik Willem en schoonbroer Frederik II van Saksen-Gotha-Altenburg aangesteld als regenten voor zijn zonen. Hierbij werd de halfbroer van zijn vader, Anton Ulrich, gepasseerd, waardoor die tegen de regeling protesteerde. Na het overlijden van Frederik II van Saksen-Gotha-Altenburg in 1732 nam Anton Ulrich zijn plaats in als mederegent.
Karel Frederik was weinig ambitieus en door zijn zware obesitas in veel handelingen beperkt. Hij kon amper lopen en moest overal heen gereden worden. Hij hield zich voornamelijk bezig met eten, slapen en plezier maken. Ook nadat hij in 1733 de meerderjarigheid had bereikt, liet de regering over aan zijn ooms en hofambtenaren. 
In maart 1743 stierf Karel Frederik op 30-jarige leeftijd, ongehuwd en kinderloos. Zijn ooms Frederik Willem en Anton Ulrich volgden hem op als hertogen van Saksen-Meiningen.